# جودی شیکاگو
جودی شیکاگو (انگلیسی: Judy Chicago؛ با نام کامل جودیت سیلویا کوهن انگلیسی: Judith Sylvia Cohen؛ ۲۰ ژوئیهٔ ۱۹۳۹) هنرمند فمینیست، آموزگار هنر، و نویسنده آمریکایی است. او برای کارهای نصب شده در قطعات بزرگ و تصاویری که نقش زنان را در تاریخ و فرهنگ نشان می‌دهند شناخته می‌شود.
در دهه ۱۹۷۰ شیکاگو نخستین دانشگاه هنری فمینیستی را در ایالات متحده در دانشگاه ایالتی کالیفرنیا فرسنو (که قبلاً کالج ایالتی فرسنو بود) را بنیان نهاد و به عنوان یک کاتالیزور برای آموزش هنر و هنر فمینیستی عمل کرد. مشارکت وی در صدها نشریه در مناطق مختلف جهان نشان دهنده تأثیر وی در جامعه هنری است. علاوه بر این، بسیاری از کتاب‌های او در کشورهای دیگر منتشر شده‌اند که باعث می‌شود آثار وی در دسترس خوانندگان بین‌المللی قرار بگیرند.
کارهای شیکاگو مهارت‌های هنری متنوعی از قبیل کار سوزن‌دوزی، جوشکاری، و آتش‌بازی را در خود جای داده‌اند.
مشهورترین اثر شیکاگو، میهمانی شام است که به‌طور دائم در مرکز الیزابت اِی (Elizabeth A) قرار دارد. مهمانی شام دستاوردهای زنان در طول تاریخ را جشن می‌گیرد و به‌طور گسترده به عنوان نخستین اثر هنر فمینیستی حماسی شناخته می‌شود.
پروژه‌های هنری قابل توجه دیگر شیکاگو شامل لحاف بین‌المللی افتخار، پروژه تولد، بازی قدرت، پروژه هولوکاست:از تاریکی به نور و محاکمه‌ها و ستایش‌ها هستند.

## زندگی‌نامه
جودی شیکاگو در ۲۰ ژوئیه ۱۹۳۹ در شیکاگو، ایلینوی زاده شد. او با همسرش دونالد وودمن (عکاس) در نیومکزیکو زندگی می‌کند. او زندگینامه خود را با عنوان از درون یک گل: مبارزه به عنوان یک هنرمند زن در سال ۱۹۷۵ منتشر کرد و در سال ۱۹۹۶ آن‌سوی یک گل: زندگینامه یک هنرمند فمینیست را چاپ کرد. آثار ابتدایی شیکاگو را متأثر از جنبش‌های هنری مینی‌مالیسم و هنر پاپ دهه ۱۹۶۰ دانسته‌اند. او بعداً مفهوم هنر مینی‌مالیستی را زیرسوال برد و آن را با تجربه زن بودن خویش درآمیخت.
در سال ۱۹۷۰ شیکاگو نخستین برنامه هنر فمینیستی را در دانشگاه ایالتی کالیفرنیا با هدف آموزش هنرجویان زن و تسهیل ورود آنان به دنیای هنر برگزار کرد. فیلم جودی شیکاگو و دختران کالیفرنیا نیز دربارهٔ همین پروژه توسط جودیث دَنکاف در سال ۱۹۷۱ ساخته شده‌است. شیکاگو تا سال ۱۹۷۳ تدریس این برنامه را برعهده داشت.
از ۳۰ ژانویه تا ۲۸ فوریه ۱۹۷۲ شیکاگو و میریام شاپیرو به همراه هنرجویانشان پروژه مشهور خانه زنان را اجرا کردند. این پروژه یکی از نخستین نمایشگاه‌های هنر فمینیستی جهان بود∗ که پس از آن تبدیل به یکی از مکان‌های اجرای نمایش‌های زنان شد.

## نمایشگاه‌ها

### نمایشگاه‌های انفرادی

تصویر جلد کتاب میهمانی شام که دربارهٔ نمایشگاه هنرمند با همین نام نوشته شده‌است.

- ۱۹۷۶–۱۹۹۹ - میهمانی شام (در نمایشگاه‌های متعددی در کشورهای آمریکا، کانادا، استرالیا، انگلستان، آلمان به نمایش گذاشته شده‌است و جودی شیکاگو کتابی را نیز دربارهٔ آن منتشر کرده‌است)
- ۱۹۸۲–۱۹۸۷ - بازی قدرت
- ۱۹۸۲–۱۹۹۲ - پروژه تولد
- ۱۹۹۴–۲۰۰۰ - پروژه هولوکاست: از تاریکی به نور
- ۱۹۹۹–۲۰۰۲ - محاکمه‌ها و ستایش‌ها[۲]

### نمایشگاه‌های گروهی
- ۱۹۷۲ - پروژه «خانه زنان»
- ۱۹۷۵ - نمایشگاه «زنان در هنر»، نگارخانه هنر وینی‌پگ، کانادا
- ۱۹۸۶ - نمایشگاه دوسالانه هاوانا
- ۱۹۹۳ - نمایشگاه نگارخانه ویتنی نیویورک
- ۲۰۰۰ - نمایشگاه «آمازون مدرن»
- ۲۰۰۱ - نمایشگاه «ساخت کالیفرنیا»، موزه هنر لوس آنجلس
- ۲۰۰۷ - نمایشگاه «شیکاگو درون شیشه» (در موزه‌های سراسر آمریکا)
  - ۲۰۰۸ - نمایشگاه «شیکاگو درون شیشه» در نگارخانه شیشه و سفال کانادا[۲]

## کتاب‌ها
- ۱۹۷۵ - «از درون یک گل: مبارزه من به عنوان یک هنرمند زن»
- ۱۹۷۹ - «میهمانی شام، سمبل میراث ما»
- ۱۹۸۰ - «سوزن‌دوزی میراثمان»
- ۱۹۸۵ - «پروژه تولد»
- ۱۹۹۳ - «پروژه هولوکاست: از تاریکی به نور»
- ۱۹۹۶ - «آن‌سوی یک گل: زندگینامه یک هنرمند فمینیست»
- ۱۹۹۹ - «زن و هنر: قلمرو جدال برانگیز»
- ۲۰۰۴ - «گزیده‌ای از دلتای ونوس»
- ۲۰۰۵ - «شهر بچه گربه‌ها»[۲]